# Weltmeisterschaften im Modernen Fünfkampf 2011
2011 fanden die Weltmeisterschaften im Modernen Fünfkampf bei den Herren und bei den Damen vom 8. bis 14. September in Moskau, Russland, statt.

## Herren

### Einzel
| Platz | Land     | Sportler         |
| ----- | -------- | ---------------- |
| 1     | Russland | Andrei Moissejew |
| 2     | Russland | Alexander Lessun |
| 3     | Ungarn   | Ádám Marosi      |

### Mannschaft
| Platz | Land     | Sportler                                            |
| ----- | -------- | --------------------------------------------------- |
| 1     | Russland | Alexander Lessun Ilja Frolow Sergei Karjakin        |
| 2     | Ungarn   | Ádám Marosi Róbert Kasza Bence Demeter              |
| 3     | Italien  | Riccardo De Luca Auro Franceschini Nicola Benedetti |

### Staffel
| Platz | Land     | Sportler                                                     |
| ----- | -------- | ------------------------------------------------------------ |
| 1     | Ungarn   | Róbert Kasza Ádám Marosi Péter Tibolya                       |
| 2     | Südkorea | Lee Chun-heon Hong Jin-woo Hwang Woo-jin                     |
| 3     | Ukraine  | Pawlo Kirpuljanskyj Pawlo Tymoschtschenko Oleksandr Mordasov |

## Mixed
| Platz | Land     | Sportler                                             |
| ----- | -------- | ---------------------------------------------------- |
| 1     | Ukraine  | Wiktorija Tereschtschuk Dmytro Kirpuljanskyj         |
| 2     | Russland | Jewdokija Gretschischnikowa Sergei Karjakin          |
| 3     | Litauen  | Laura Asadauskaitė-Zadneprovskienė Justinas Kinderis |

## Damen

### Einzel
| Platz | Land    | Sportlerin                         |
| ----- | ------- | ---------------------------------- |
| 1     | Ukraine | Wiktorija Tereschtschuk            |
| 2     | Ungarn  | Sarolta Kovács                     |
| 3     | Litauen | Laura Asadauskaitė-Zadneprovskienė |

### Mannschaft
| Platz | Land        | Sportlerinnen                                                     |
| ----- | ----------- | ----------------------------------------------------------------- |
| 1     | Deutschland | Annika Schleu Lena Schöneborn Eva Trautmann                       |
| 2     | Ungarn      | Sarolta Kovács Leila Gyenesei Adrienn Tóth                        |
| 3     | Russland    | Jewdokija Gretschischnikowa Jekaterina Churaskina Yuliya Kolegova |

### Staffel
| Platz | Land        | Sportlerinnen                                           |
| ----- | ----------- | ------------------------------------------------------- |
| 1     | Ungarn      | Sarolta Kovács Leila Gyenesei Adrienn Tóth              |
| 2     | Deutschland | Annika Schleu Lena Schöneborn Eva Trautmann             |
| 3     | Ukraine     | Wiktorija Tereschtschuk Ganna Buriak Nataliia Levchenko |

## Medaillenspiegel
| Platz | Land        | Goldmedaille | Silbermedaille | Bronzemedaille |
| 1     | Ungarn      | 2            | 3              | 1              |
| 2     | Russland    | 2            | 2              | 1              |
| 3     | Ukraine     | 2            | –              | 2              |
| 4     | Deutschland | 1            | 1              | –              |
| 5     | Südkorea    | –            | 1              | –              |
| 6     | Litauen     | –            | –              | 2              |
| 7     | Italien     | –            | –              | 1              |